# Taro Sekiguchi
Taro Sekiguchi 関口 太郎 (Fuchu (Tóquio), 5 de dezembro de 1975) é um motociclista japonês, que disputou a categoria 250 cm³ da MotoGP entre 1999 e 2002 e entre 2004 e 2007.

## Carreira
Em 62 provas na categoria 250 cm³ da MotoGP, Sekiguchi não chegou a vencer nenhuma, nem obteve pódios, tendo como seu melhor resultado na divisão de acesso um nono lugar do GP do Pacífico de 2001. Em 8 temporadas, marcou 62 pontos.
Em 2007, o piloto sofreu um forte acidente no GP da República Checa, após atropelar a moto do italiano Marco Simoncelli. Levado a um hospital de Brno, Sekiguchi teve uma fratura na pélvia e em duas costelas. Voltaria a seu país em 2008 e desde então, disputa a MFJ All Japan, representando a Team Taro Plus One, na qual também é chefe de equipe.